# Magna International
Magna International Inc. és un fabricant canadenc de peces per a fabricants d'automòbils. És una de les empreses més grans del Canadà i va ser reconeguda al Forbes Global 2000 del 2020. La companyia és el fabricant de peces d'automòbil més gran d'Amèrica del Nord per vendes de peces d'equip original; s'ha classificat constantment a la llista Fortune Global 500 durant 20 anys seguits des del 2001. Produeix sistemes d'automoció, conjunts, mòduls i components, que es subministren a General Motors, Ford i Stellantis, així com a BMW, Mercedes, Volkswagen, Toyota, Tesla i Tata Motors, entre d'altres.
L'empresa té la seu a Aurora, Ontario, i el seu director executiu és Swamy Kotagiri. Té 158.000 empleats en 342 operacions de fabricació i 91 centres de desenvolupament, enginyeria i vendes de productes a 27 països. Magna es regeix per una constitució corporativa que demana la distribució dels beneficis als empleats i accionistes. Els termes d'aquest contracte són un "sistema empresarial just" segons el fundador de l'empresa Frank Stronach.

## Història
El 1957, Frank Stronach va fundar Multimatic Investments Ltd en un garatge llogat per eines i matrius fora de Toronto. El seu primer contracte de la indústria de l'automòbil per a suports metàl·lics per a parasols va ser amb General Motors el 1959.
A finals de la dècada de 1960, l'empresa operava en vuit plantes. Stronach va fer pública Multimatic Investments el 1969 a través d'una fusió amb Magna Electronics Corporation, una empresa de components aeroespacials, de defensa i industrials, i es va fer coneguda com Magna International el 1973.
L'empresa va desenvolupar un programa de participació i participació en beneficis dels empleats el 1974. El 1981, Magna havia venut les seves operacions aeroespacials i de defensa per centrar-se en la indústria de l'automòbil. Va començar a descentralitzar els sistemes principals en empreses independents que cotitzen en borsa durant la dècada de 1990, mentre es va expandir a Àsia.
Magna va començar a dissenyar càmeres retrovisores d'automòbils per a Hummers l'any 2005 a la seva línia de producció a Michigan, EUA, que no eren un requisit federal en aquell moment. Va ser un dels primers a desenvolupar càmeres de retrovisió per a fabricants d'automòbils i el 2007 tenia un contracte de 350.000 unitats. La companyia ha produït més de 46 milions de components i ha obert una planta de 66,5 milions de dòlars per produir càmeres i components d'assistència al conductor.
El febrer de 2015, Samsung SDI va acceptar comprar el negoci de bateries a Magna Steyr, una unitat operativa austríaca de Magna International, per 120 milions de dòlars. Magna International es va associar amb Argus Cyber Security després d'unir-se a una ronda de finançament de la Sèrie B del 2015 per accedir a la tecnologia de seguretat de l'empresa. L'empresa va vendre el seu negoci d'interiors, que inclou panells de portes i instruments, sistemes aèries i peces de gestió de càrrega, a Grupo Antolin l'agost de 2015. La venda a Grupo Antolin va incloure 36 plantes i 12.000 empleats a Europa, Amèrica del Nord i Àsia, al voltant del 10 per cent de la plantilla global de Magna en aquell moment. Les operacions van generar vendes de 2.400 milions de dòlars el 2014.
El març de 2018, Magna va anunciar que treballarà juntament amb l'empresa de viatges compartits Lyft per subministrar kits d'alta tecnologia que converteixin els vehicles en cotxes autònoms. L'empresa va invertir 200 milions de dòlars en el projecte i ambdues parts seran propietat conjunta de la propietat intel·lectual desenvolupada. També es va assenyalar que Magna serà el proveïdor exclusiu de kits de conducció autònoma de Lyft. Magna va anunciar una associació amb el grup BAIC el juny de 2018 per desenvolupar vehicles elèctrics intel·ligents de "pròxima generació" per als consumidors xinesos. Walker es va retirar com a conseller delegat a finals de 2020, i Swamy Kotagiri el va substituir el gener de 2021.
El febrer de 2021, l'oficina del governador de l'estat de Michigan va anunciar que Magna té previst obrir una instal·lació a la ciutat de St. Clair per construir tancaments de bateries per a la camioneta elèctrica GMC Hummer 2022. Els tancaments de bateries es produiran a les instal·lacions de General Motors a Detroit i Hamtramck. Es preveu que la nova instal·lació tingui un cost de 70 milions de dòlars i creï més de 300 llocs de treball per a l'estat. Ineos i Magna han de desenvolupar una versió elèctrica del vehicle utilitari Ineos Grenadier, que es produirà a Graz, Àustria, el 2026.

## Tecnologia
Durant la seva història, Magna International ha treballat amb fabricants d'automòbils per avançar en la seguretat i la tecnologia dels vehicles, com ara sistemes de seients de mobilitat intel·ligent, inclosos seients per a minivans al terra, sistemes exteriors que inclouen para-xocs d'emmotllament per injecció de reacció (RIM), sistemes avançats d'assistència al conductor (ADAS), sistemes de detecció d'angles morts i d'avís de sortida de carril. L'empresa és el proveïdor de peces d'automòbil més gran d'Amèrica del Nord i el tercer més gran del món.
Utilitza tecnologia de mobilitat per desenvolupar una informàtica personalitzada per a sistemes de conducció totalment automatitzats. El 2018, va introduir un sistema de radar Icon per ajudar els fabricants d'automòbils a assolir el nivell 5 d'autonomia, així com els sistemes automàtics de frenada d'emergència. Magna s'ha associat amb BMW en electrificació per produir cotxes elèctrics per contracte. L'empresa també és coneguda per utilitzar nous materials per "lleugerar" vehicles. El 2017, Goldman Sachs va informar que les funcions automatitzades desenvolupades per proveïdors com Magna produiran una taxa de creixement anual composta del 42 per cent dels ingressos globals durant la propera dècada.